# Javier Arana

Javier Arana visitando las obras de construcción del Real Club de Golf El Prat, Barcelona

Javier Arana Ybarra (5 de enero de 1905 - 14 de enero de 1975) fue un regatista olímpico, jugador de golf amateur y diseñador de campos de golf nacido en Bilbao, España.

## El deportista
El mayor de los tres hijos de Luis Arana Urigüen y Lola Ybarra, Javier fue introducido desde niño en la práctica del deporte. Su padre fue un destacado empresario con una fuerte vinculación con la incipiente práctica del deporte en el Bilbao de principios del siglo XX destacando en la práctica del fútbol, atletismo, vela y golf. Javier se inició en el golf a la edad de diez años, en el recorrido de 11 hoyos de la Real Sociedad de Golf de Neguri, que distaba escasos 500 metros de su casa en Las Arenas, Guecho. En su juventud repartía su tiempo entre el golf y la vela, donde llegó a ser un consumado regatista que representó a España en los Juegos Olímpicos de Ámsterdam, en 1928. Sin embargo, sus mayores éxitos deportivos se dieron en el golf lo que terminó por decantar la balanza en favor de este deporte.
Su primera victoria relevante se produjo en 1926 cuando ganó el primero de sus cinco Campeonatos de Vizcaya (1926, 1929, 1931, 1933 y 1935). Desde entonces y hasta la irrupción de la guerra civil española en 1936, Javier acumuló un brillante palmarés que le permitió ser reconocido como el mejor golfista amateur español, a la par de su hermano Luis Ignacio y uno de los principales golfistas de Europa continental. En España, Javier ganó tres Campeonatos Internacionales de España (1928, 1933, 1934), cuatro ediciones de la Copa Nacional Puerta de Hierro (1928, 1929, 1930 y 1934). En el campo internacional, son destacables sus victorias en el Campeonato del Sudoeste de Francia (1933), el Internacional Amateur de Francia (1934) y el Internacional Amateur de Bélgica (1935) y su participación en el Open Championship de 1934, donde no consiguió clasificar para las rondas finales tras dos vueltas de 78 y 77 golpes. Además de sus victorias individuales, Javier fue uno de los jugadores más destacados del equipo nacional español en sus matches anuales contra Francia y en la primera gira europea del equipo nacional en 1935 por Alemania, Italia y Suiza. El estallido de la Guerra Civil supuso un parón completo de las competiciones deportivas, que no volvieron a reanudarse hasta el otoño de 1939, truncando una excelente progresión en el golf internacional. Tras el paréntesis de la guerra, Javier fue progresivamente abandonando la competición, aunque todavía tuvo tiempo de ganar su última Copa Nacional Puerta de Hierro (1939) y el Internacional de Amateur de Portugal (1940). Su despedida de la competición de alto nivel se produjo tras una gira por Argentina a finales de 1940, donde disputó el Campeonato Amateur, el Open de Argentina y el Abierto del Centro antes de volver a España a principios de 1941.  

## El diseñador
Aunque la Guerra Civil truncó su creciente protagonismo como uno de los principales jugadores del continente europeo, esta orientó a Arana hacia el trabajo que eventualmente le daría la fama. Gracias a sus conocimientos agronómicos, la Real Federación Española de Golf le encomendó la supervisión de la reconstrucción de los campos de golf devastados por la Guerra Civil. Aunque sus trabajos comenzaron en 1940, en el Club de Campo, en Madrid, la llegada del gran diseñador Tom Simpson a España en 1946 fue el catalizador en la carrera profesional de Arana. Simpson había sido contratado por el Real Club de la Puerta de Hierro para la reconstrucción de su campo de golf, originalmente diseñado por Harry Colt en 1914 y que como el vecino Club de Campo, había quedado devastado por el frente de la Ciudad Universitaria.
Los dos diseñadores se entendieron bien y establecieron la rúbrica comercial “Simpson & Arana” con el fin de iniciar las labores de reconstrucción a escala nacional. Así comenzó una intensa colaboración que llevaría a realizar proyectos de reforma en Lasarte (1946), Pedreña (1946), Sant Cugat (1946), Terramar (1947) Málaga (1949) y Pedralbes (1949). Entre los proyectos de esta época destaca la construcción de los primeros 9 hoyos del Real Club de Golf Cerdaña, en Puigcerdá, el primer diseño en solitario de Javier.
La influencia que Simpson ejerció sobre Arana fue notable. Le tomó como su pupilo y se encargó de instruirle en los principios de la escuela estratégica de diseño. Esta corriente se había popularizado en Europa en los años 20 del siglo XX y sus máximos exponentes, además del propio Simpson, fueron Harry Colt y Alister Mackenzie. Su principio fundamental era que la disposición de los obstáculos en los campos de golf debería hacerse de tal manera que se primara la utilización de la inteligencia para sortearlos, añadiendo una dimensión adicional a la habilidad deportiva. Aunque Arana gradualmente se alejó de los principios de Simpson, creando un estilo propio, los principios estratégicos se mantuvieron presentes en todos sus diseños: greens de gran tamaño, orientados en diagonal a la línea de juego, pocos bunkers pero estratégicamente ubicados y cambios constantes de dirección en la dirección de los hoyos. Sus otras señas de identidad fueron su habilidad para crear campos adaptados al terreno disponible, bien integrados en su entorno y colocar siempre un par 3 en el hoyo 17. Tras la marcha de Simpson a finales de 1948, Javier desarrolló el resto de su carrera en solitario, diseñando el golf Reina Cristina (Algeciras) en 1951, El Prat (1955), el recorrido negro del Club de Campo (1956), Guadalmina Sur (1959), el nuevo recorrido de la Real Sociedad de Golf de Neguri (1961), Río Real (1965), Ulzama (1966), RACE (1967), El Saler (1968), Ifach (1974) y Aloha (1975).
El cuerpo de trabajo de Arana es pequeño: solo diez campos de 18 hoyos en treinta años de actividad. Lamentablemente, gran parte de sus años de ejercicio coincidieron con un país escaso de dinero y de infraestructuras capaces de suministrar el agua necesaria para el riego. Con todo, la excepcional calidad de sus diseños compensa sobradamente la reducida muestra. Arana está considerado el mejor diseñador que ha dado Europa continental: sus diseños de El Saler, El Prat y Club de Campo han estado incluidos de manera regular entre los mejores campos del continente desde que las principales publicaciones comenzaron a elaborar rankings hace treinta años. Esta calidad no ha pasado desapercibida para la alta competición, que está muy presente en los campos de Arana: más de cuarenta pruebas del circuito profesional europeo, la Copa Canadá de 1965 y más de cincuenta pruebas amateur nacionales e internacionales jalonan uno de los palmarés más completos de Europa.
En paralelo a su carrera como diseñador, Arana ejerció una importantísima labor en el área de greenkeping y durante muchos años, se distinguió como el principal defensor del buen mantenimiento como elemento fundamental para asegurar el disfrute de jugadores y el crecimiento del deporte. A través de la creación de El Prat y el Club de Campo en los años cincuenta, Arana propició un salto cualitativo del golf español: de los greens de tierra a instalaciones propias de países con una cultura de golf mucho más desarrollada, sentando las bases para el desarrollo de varias generaciones de jugadores que han llevado al golf español al lugar de privilegio que hoy ocupa.